# Long Point, Ontario
Long Point är en udde i Kanada.   Den ligger i provinsen Ontario, i den sydöstra delen av landet, 500 km sydväst om huvudstaden Ottawa.
Terrängen inåt land är mycket platt. Trakten är glest befolkad. 